# Viêm tai ngoài
Viêm tai ngoài externa, còn được gọi là tai của người bơi lội, là việc viêm của ống tai. Nó thường biểu hiện bằng việc đau tai, sưng ống tai và đôi khi giảm thính lực. Điển hình là đau với chuyển động của tai ngoài. Sốt cao thường không xuất hiện trừ trường hợp viêm nặng.
Viêm tai ngoài có thể là cấp tính (kéo dài dưới sáu tuần) hoặc mãn tính (kéo dài hơn ba tháng). Các trường hợp cấp tính thường là do nhiễm vi khuẩn, và các trường hợp mãn tính thường là do dị ứng và rối loạn tự miễn dịch. Các yếu tố rủi ro cho các trường hợp cấp tính bao gồm bơi lội, chấn thương nhẹ do làm sạch tai, sử dụng máy trợ thính và nút tai và các vấn đề về da khác, như bệnh vẩy nến và viêm da. Những người mắc bệnh tiểu đường có nguy cơ bị viêm tai ngoài ác tính nghiêm trọng. Chẩn đoán dựa trên các dấu hiệu và triệu chứng. Nuôi cấy ống tai có thể hữu ích trong trường hợp mãn tính hoặc viêm nặng.
Thuốc nhỏ tai axit axetic có thể được sử dụng như một biện pháp phòng ngừa. Điều trị các trường hợp cấp tính thường là bằng thuốc kháng sinh, chẳng hạn như ofloxacin hoặc axit axetic. Thuốc nhỏ giọt steroid có thể được sử dụng cùng với kháng sinh. Thuốc giảm đau như ibuprofen có thể được sử dụng để giảm đau. Kháng sinh bằng đường uống không được khuyến cáo trừ khi người đó có chức năng miễn dịch kém hoặc bị nhiễm trùng da quanh tai. Thông thường, sự cải thiện xảy ra trong vòng một ngày kể từ khi bắt đầu điều trị. Điều trị các trường hợp viêm tai ngoài mãn tính phụ thuộc vào nguyên nhân gây bệnh.
Viêm tai ngoài ảnh hưởng đến 1-3% dân số mỗi năm; hơn 95% trường hợp là cấp tính. Khoảng 10% số người bị ảnh hưởng tại một số thời điểm trong cuộc sống của họ. Nó xảy ra phổ biến nhất ở trẻ em trong độ tuổi từ 7 đến 12 và ở người già. Nó xảy ra với tần số gần bằng nhau ở nam và nữ. Những người sống ở vùng khí hậu ấm áp và ẩm ướt thường bị ảnh hưởng nhiều hơn.

## Dấu hiệu và triệu chứng

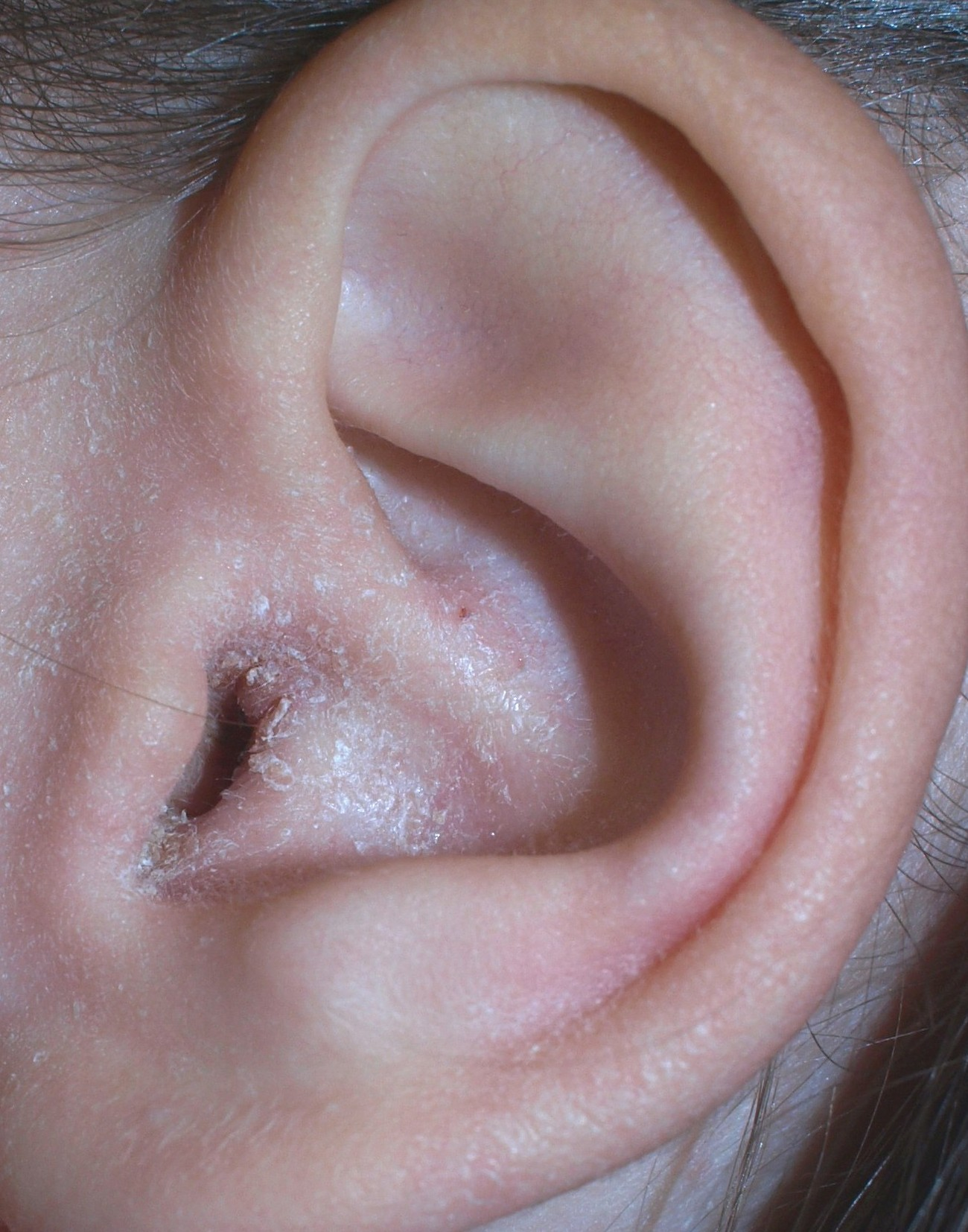
Một trường hợp nhẹ của viêm tai ngoài.

Một trường hợp nặng của viêm tai ngoài cấp tính. Lưu ý sự thu hẹp của kênh tai, một lượng lớn dịch tiết và sưng của tai ngoài.

Đau tai là phàn nàn chiếm ưu thế và là triệu chứng duy nhất liên quan trực tiếp đến mức độ nghiêm trọng của viêm tai ngoài cấp tính. Không giống như các dạng nhiễm trùng tai khác, cơn đau do viêm tai ngoài cấp tính trở nên tồi tệ hơn khi tai ngoài được chạm hoặc kéo nhẹ nhàng. Đẩy vành tai, phần giống súp lơ của tai trồi ra ngay trước cửa ống tai, cũng thường gây ra đau đớn trong tình trạng này như là chẩn đoán của viêm tai ngoài khi khám sức khỏe. Mọi người cũng có thể gặp tình trạng chảy mủ từ tai và ngứa. Khi có đủ sưng và dịch tiết trong ống tai để chặn lỗ mở, viêm tai ngoài có thể gây mất thính lực tạm thời.
Bởi vì các triệu chứng của viêm tai ngoài khiến nhiều người cố gắng làm sạch ống tai (hoặc gãi) bằng các dụng cụ mỏng, các nỗ lực tự làm sạch thường dẫn đến chấn thương thêm của vùng da bị tổn thương, do đó tình trạng bệnh xấu đi nhanh chóng thường xảy ra.